# Гільпольтштайн
Гільпольтштайн (нім. Hilpoltstein) — місто в Німеччині, розташоване в землі Баварія. Підпорядковується адміністративному округу Середня Франконія. Входить до складу району Рот.
Площа — 91,42 км2. Населення становить 13 841 ос. (станом на 31 грудня 2020).